# Golfo di Oristano
Il golfo di Oristano (in sardo golfu de Aristanis) è un'insenatura del mar di Sardegna, situata nella Sardegna centro-occidentale che prende il nome dall'omonima città e, insieme a quello di Alghero, è uno dei principali fra i golfi della costa occidentale dell'isola.
È delimitato a nord dal capo San Marco, nella penisola del Sinis, e a Sud dal capo Frasca, dove si trova l'omonima stazione meteorologica, e bagna le province di Oristano (comuni di Cabras, Oristano, Santa Giusta, Arborea e Terralba) e del Medio Campidano (comuni di Guspini e Arbus).
Si estende davanti alla stessa Oristano ed è relativamente poco inquinato. È delimitato da due promontori montuosi ai lati, mentre la parte centrale presenta una costa più bassa e regolare.

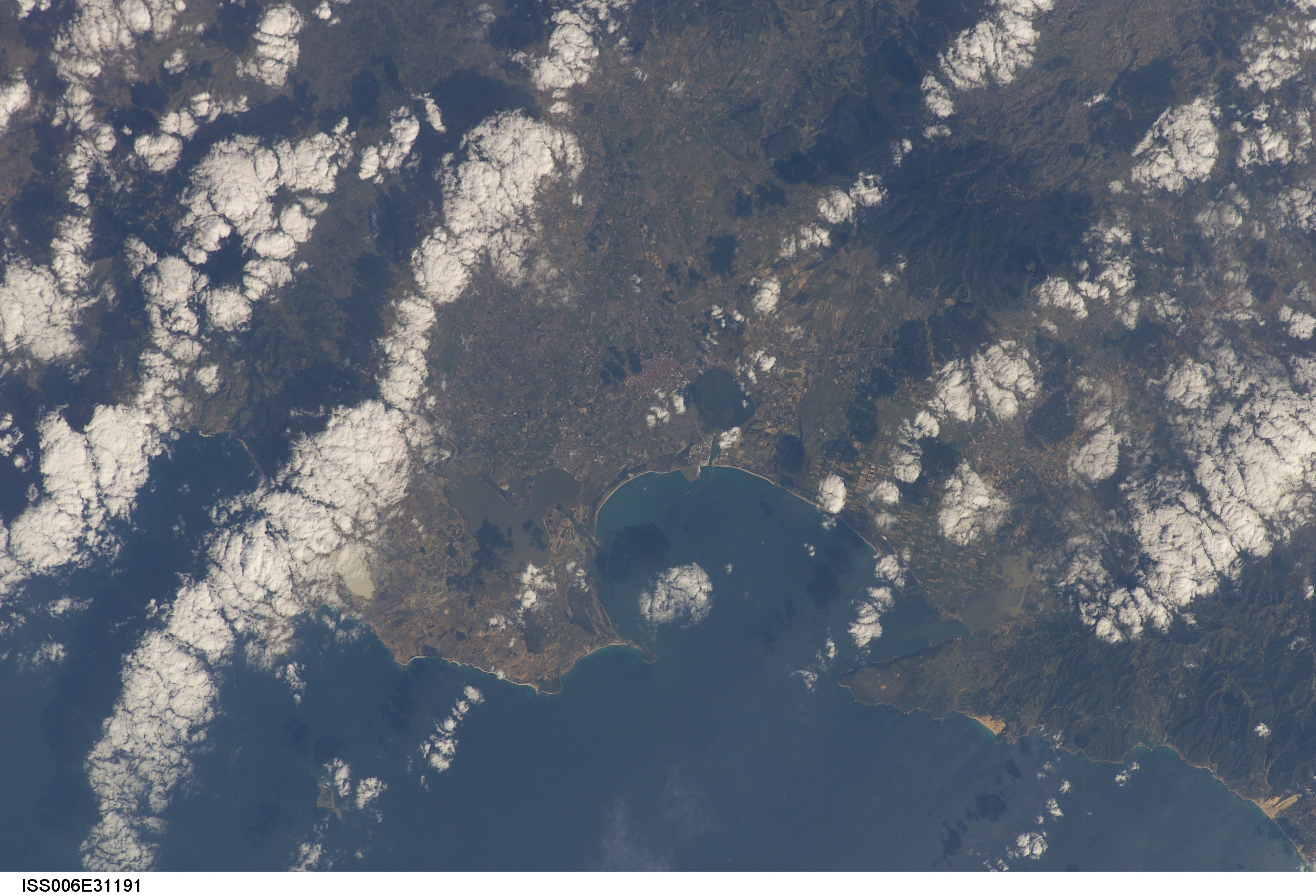
Vista satellitare del golfo di Oristano

Nelle immediate vicinanze del golfo sono presenti numerosi stagni, quali lo stagno di Cabras, la laguna di Mistras e lo stagno di Santa Giusta che costituiscono importanti aree di interesse faunistico e paesaggistico.
Inoltre a sud la grande laguna di Marceddi, in cui sono presenti altri tre importanti stagni: stagno di Corruesittiri, stagno di S. Giovanni dove ricadono i resti dell'antica città di Neapolis e infine lo stagno di Marceddi creato artificialmente, l'opera a mare più grande di tutta l'Europa. 
Le attività principali sono la pesca, l'itticoltura e le attività manifatturiere legate al mercato del pesce, con particolare riferimento alla produzione della bottarga, anche se è in crescita il turismo balneare, concentrato nelle località di San Giovanni di Sinis, Marina di Torre Grande e Arborea Lido. Sul golfo si affaccia il celebre sito archeologico di Tharros, e nelle immediate vicinanze di Oristano si trova la foce del Tirso, il fiume più lungo della Sardegna.
| Controllo di autorità | VIAF (EN) 245864704 · J9U (EN, HE) 987007564184405171 |